# Промывка двигателя
Промывка двигателя — это безразборный способ очищения системы смазки двигателя внутреннего сгорания от отложений, которые возникают в результате старения моторных масел, накопления примесей  и окисления углеводородов в высокооборотистых автомобильных ДВС.

## История
Первый российский препарат для очищения системы смазки был разработан в рамках работ по модернизации и обслуживанию двигателей для полярной и приполярной техники. Проблема заключалась в том, что до 20 % объёма старого масла не сливается при обычной замене и продолжает накапливать загрязнения в системе. Со временем они превращаются в твёрдые отложения в редукционном клапане маслоподающего насоса, гидронатяжителях привода механизма газораспределения и гидрокомпенсаторах, сетке маслозаборника. Такие неисправности требуют уже серьёзного ремонта, который в условиях Арктики очень затруднителен.
Формула на основе алифатических сольвентов, углеводородного сырья, спиртов и присадкой, способствовала максимальному удалению отработанного масла и вредных отложений.
По мере развития и конструктивных изменений моторов оказалось, что подобное профилактическое средство необходимо не только двигателям тяжелонагруженной техники, но и обычным машинам. Ведь ДВС стали более горячими и мощными, а это значит, что они чувствительны к качеству, вязкости и чистоте масла. К тому же, сама система смазки приобрела более тонкие каналы, патрубки и канавки, из которых удалять отложения еще сложнее.
Все современные промывки двигателя имеют в основе этот же принцип: за счёт поверхностно-активных веществ они снижают вязкость масла, что позволяет максимально слить всю отработку. Кроме того, сейчас производители автохимии добавляют в состав промывок разнообразные пакеты присадок и варьируют срок действия от 5-10 минут до достижения пробега 200 км.
Научные исследования показали, что безразборная промывка путем добавления в смазочное масло реагентов для удаления отложений, смол и нагаров является наиболее эффективным способом очистки двигателя, в том числе его цилиндро-поршневой группы. Поэтому промывка системы смазки является необходимой технологической операцией, особенно при сезонном обслуживании и переводе работы двигателя на масло другой марки.

## Процедура экспресс-промывки
Для каждой конкретной промывки двигателя разработана своя инструкция по применению, которая учитывает особенности данного продукта. В общих чертах процедура включает следующие этапы.
1. Прогреть мотор до рабочей температуры. Заглушить.
2. Залить препарат в маслозаливную горловину и снова запустить двигатель.
3. Дать поработать на холостом ходу в течение времени, указанного в инструкции.
4. Заглушить двигатель и слить отработанное масло.
5. Заменить масляный фильтр и масло.

Движение на автомобиле с залитым составом запрещено.

## Преимущества промывки двигателя
- Размягчение и удаление осадочных загрязнений масляной системы.
- Очищение гидроприводов, гидронатяжителей, гидрокомпенсаторов.
- Увеличение срока службы масла на 10-20%.
- Возможность самостоятельного применения.

## Возможные осложнения
Известны случаи, когда в слишком загрязненных двигателях применение промывки приводило к забиванию масляных каналов и сетки маслоприемника. В связи с этим производители рекомендуют подбирать средство в соответствии с состоянием автомобиля.